# 严文井
严文井（1915年10月15日—2005年7月20日），原名严文锦，男，湖北武昌人，中国作家、儿童文学家、文学评论家、编辑出版家，原人民文学出版社社长、总编辑。

## 生平
严文井1934年毕业于湖北省立高中后，到北京图书馆任职，开始使用“严文井”的笔名。1938年抗日战争期间到延安，加入中国共产党。 1939年开始在鲁迅艺术学院文学系任教。1945年至1951年任《东北日报》副总编兼副刊部主任。后到北京任中共中央宣传部即“中宣部”文艺处副处长。1953年以后，历任中国作家协会党组副书记、书记处书记，《人民文学》主编，作家出版社、人民文学出版社社长，亚非作家委员会中国委员会副主席、全国儿童委员会副主任等职。

## 作品
严文井在高中二年级时开始文学创作。第一次写童话是到了延安两年之后。在延安时期，写了《南南和胡子伯伯》、《大雁和鸭子》、《皇帝说的话》、《希望和奴隶们》等童话。
中华人民共和国成立后，严文井创作了童话《丁丁的一次奇怪的旅行》、《蚯蚓和蜜蜂的故事》、《唐小西在“下次开船港”》、《小溪流的歌》、《我是不是个上了年纪的丙崽》、《浓烟和烟囱》、《习惯》、《飞蛾和台灯》、《啊，你盼望的那个原野》等童话和寓言。
1976年文革结束后，他创作了《歌孩》、《沼泽里的故事》、《不泄气的猫姑娘》、《浮云》等童话。
合集有《严文井散文选》《严文井近作》《严文井童话集》《严文井童话寓言集》等。

## 获奖
- 《唐小西在“下次开船港”》曾被翻译成多种语言并获奖。
- 《严文井散文选》获中国作家协会首届全国优秀散文杂文奖。
- 严文井获第二次全国少年儿童文艺创作评奖荣誉奖。